# Paddy Andrews
Patrick Francis Andrews, detto Paddy (Dublino, 13 novembre 1906 – Dundrum, 18 novembre 1981), è stato un calciatore irlandese, di ruolo difensore.
Debutta l'8 dicembre del 1935 contro i Paesi Bassi (3-5).